# 세계 지적 재산의 날
세계 지적 재산의 날(World Intellectual Property Day)는 UN 산하의 세계 지식 재산권 기구(WIPO)가 2000년에 지정한 국제 기념일이다. 날짜는 4월 26일이다.
1970년 4월 26일 세계 지식 재산권 기구가 현재의 체제로 출범한 데서 해당 날짜로 지정되었다. 전 세계 국가들에 대해 지적 재산권 보호의 중요성을 기림과 동시에, 각국의 지적 재산권 보호 의식을 고취시키기 위해 제정한 날이다.
대한민국에서는 2010년 세계 지적 재산의 날을 맞아 지식재산강국추진협의회 가 지식 재산 강국을 만들기 위한 6대 핵심과제를 선정하여 그 추진을 대한민국 정부에 건의하였으며, 2011년 세계 지적 재산의 날에는 중국에서 해적판 근절 캠페인이 열려 대량의 해적판 영상 및 출판물 2,600만여건이 폐기처분되기도 하였다.

## 같이 보기
- 지식 재산권(지적 재산권)
- 세계 지식 재산권 기구(WIPO)
- 지식재산권 보호 법안
- 저작권 침해